# Сантамарије (Алба)
Сантамарије (рум. Sântămărie) насеље је у Румунији у округу Алба у општини Четатеа де Балта. Oпштина се налази на надморској висини од 283 m.

## Становништво
Према подацима из 2002. године у насељу је живело 314 становника.

### Попис2002.
| Расподела становништва по националности 2002.‍ | Расподела становништва по националности 2002.‍ | Расподела становништва по националности 2002.‍ | Расподела становништва по националности 2002.‍ | Расподела становништва по националности 2002.‍ |
| --------------------------------------------- | --------------------------------------------- | --------------------------------------------- | --------------------------------------------- | --------------------------------------------- |
|                                               |                                               |                                               |                                               |                                               |
| Румуни                                        | Румуни                                        |                                               | 139                                           | 44,3%                                         |
| Мађари                                        | Мађари                                        |                                               | 170                                           | 54,1%                                         |
| Роми                                          | Роми                                          |                                               | 5                                             | 1,6%                                          |